# Vácszentlászló
Vácszentlászló là một thị trấn thuộc hạt Pest, Hungary. Thị trấn này có diện tích 29,87 km², dân số năm 2010 là 2124 người, mật độ 71 người/km².